# Liste der Ministerpräsidenten Österreich-Ungarns (1867–1918)
Die politische Exekutive Österreich-Ungarns bestand 1867–1918 nach dem österreichisch-ungarischen Ausgleich im Sinne des Dualismus aus dem Kaiser und König, den von ihm ernannten drei gemeinsamen Ministern, die für beide Reichshälften zuständig waren, sowie aus den ebenfalls von ihm ernannten Ministerpräsidenten Österreichs und Ungarns und deren Kabinetten.
Aufgrund der Verfassungs- und der realpolitischen Entwicklung der Habsburgermonarchie war der österreichische Ministerpräsident fast ausschließlich vom Kaiser abhängig, der ungarische Ministerpräsident vom König und vom aristokratisch dominierten Reichstag. Die Ministerpräsidenten wurden relativ oft ausgewechselt; nur wenige konnten prägenden Einfluss gewinnen.

## Vorsitzende des Ministerrats für gemeinsame Angelegenheiten
Der Ministerrat für gemeinsame Angelegenheiten war eine der staatsrechtlichen Klammern, die Cisleithanien und Transleithanien nach dem Ausgleich von 1867 verbanden. (Unter Ministerrat waren Sitzungen zu verstehen, zu denen die drei gemeinsamen Minister und die Ministerpräsidenten Cis- und Transleithaniens zusammentraten; der Begriff bezeichnete kein Staatsorgan.) Die Vertreter des Königreichs Ungarn legten großen Wert darauf, dass dieser Ministerrat nicht als Regierung der Gesamtmonarchie erschien, und sorgten daher dafür, dass der Titel Reichskanzler, den Beust erhalten hatte, nach 1871 nicht mehr verwendet wurde. Im gemeinsamen Ministerrat führte der Minister des kaiserlichen und königlichen Hauses und des Äußern den Vorsitz, wenn der Monarch nicht selbst teilnahm. Die drei Minister zusammengenommen wurden vom Kaiser auch als gemeinsames Ministerium bezeichnet. 
- Friedrich Ferdinand Graf von Beust: 30. Dezember 1867 – 8. November 1871 mit dem Amtstitel Reichskanzler, zuvor bereits seit 30. Oktober 1866 österreichischer Außenminister
- Gyula Graf Andrássy „der Ältere“: 14. November 1871 – 2. Oktober 1879
- Heinrich Karl Freiherr von Haymerle: 8. Oktober 1879 – 10. Oktober 1881
- Gustav Graf Kálnoky: 20. November 1881 – 2. Mai 1895
- Agenor Graf Goluchowski: 16. Mai 1895 – 24. Oktober 1906
- Alois Graf Lexa von Ährenthal: 24. Oktober 1906 – 17. Februar 1912
- Leopold Graf von Berchtold: 17. Februar 1912 – 13. Jänner 1915
- Stephan Freiherr Burián: 13. Januar 1915 – 22. Dezember 1916
- Ottokar Graf Czernin: 22. Dezember 1916 – 14. April 1918
- Stephan Freiherr Burián: 16. April 1918 – 24. Oktober 1918
- Gyula Graf Andrássy der Jüngere: 24. Oktober 1918 – 2. November 1918

Nach dem 24. Oktober 1918 trat kein gemeinsamer Ministerrat mehr zusammen, da Ungarn den Ausgleich von 1867 und damit die Realunion mit Österreich mit Zustimmung des Monarchen Mitte Oktober 1918 per Dekret Ende Oktober 1918 gekündigt hatte.

## k.k. Ministerpräsidenten der im Reichsrat vertretenen Königreiche und Länder (Cisleithanien)
Amtssitz: siehe k.k. Ministerratspräsidium
- Friedrich Ferdinand von Beust: nach dem Inkrafttreten der Dezemberverfassung am 22. Dezember 1867, mit der Cisleithanien den Ausgleich umsetzte, noch bis 30. Dezember 1867 Außenminister und Regierungschef
- Fürst Karl von Auersperg: 30. Dezember 1867 – 24. September 1868 (siehe Bürgerministerium)
- Eduard Taaffe: 24. September 1868 – 15. Jänner 1870 (siehe Bürgerministerium)
- Ignaz von Plener: 15. Jänner 1870 – 1. Februar 1870 (siehe Bürgerministerium)
- Leopold Hasner von Artha: 1. Februar 1870 – 12. April 1870 (siehe Bürgerministerium)
- Graf Alfred Potocki: 12. April 1870 – 6. Februar 1871
- Karl Sigmund von Hohenwart: 6. Februar 1871 – 30. Oktober 1871
- Ludwig von Holzgethan: 30. Oktober 1871 – 25. November 1871
- Fürst Adolf von Auersperg: 28. November 1871 bis 15. Februar 1879
- Karl von Stremayr: 15. Februar 1879 – 12. August 1879
- Eduard Taaffe: 12. August 1879 – 11. November 1893
- Fürst Alfred Windisch-Grätz: 11. November 1893 – 19. Juni 1895
- Erich Graf Kielmansegg: 19. Juni 1895 – 30. September 1895
- Kasimir Felix Badeni: 30. September 1895 – 30. November 1897
- Paul Gautsch von Frankenthurn: 30. November 1897 – 5. März 1898
- Franz Fürst von Thun und Hohenstein: 5. März 1898 – 2. Oktober 1899
- Manfred von Clary-Aldringen: 2. Oktober 1899 – 21. Dezember 1899
- Heinrich von Wittek: 21. Dezember 1899 bis 18. Jänner 1900
- Ernest von Koerber: 19. Jänner 1900 bis 31. Dezember 1904 (Ministerium Koerber I)
- Paul Gautsch von Frankenthurn: 31. Dezember 1904 – 2. Mai 1906
- Fürst Konrad Hohenlohe: 2. Mai 1906 – 2. Juni 1906
- Max Wladimir Freiherr von Beck: 2. Juni 1906 – 15. November 1908
- Richard von Bienerth-Schmerling: 15. November 1908 – 28. Juni 1911
- Paul Gautsch von Frankenthurn: 28. Juni 1911 – 3. November 1911
- Karl Graf Stürgkh: 3. November 1911 – 21. Oktober 1916 (Ministerium Stürgkh bis 31. Oktober 1916 im Amt)
- Ernest von Koerber: 29. Oktober 1916 – 20. Dezember 1916 (Ministerium Koerber II ab 31. Oktober 1916)
- Heinrich Clam-Martinic: 20. Dezember 1916 bis 23. Juni 1917 (Ministerium Clam-Martinic)
- Ernst Seidler von Feuchtenegg: 23. Juni 1917 bis 25. Juli 1918 (Ministerium Seidler)
- Max Hussarek von Heinlein: 25. Juli 1918 – 27. Oktober 1918 (Ministerium Hussarek)
- Heinrich Lammasch: 27. Oktober 1918 – 11. November 1918 (Liquidationsministerium, Übergabe der Geschäfte an den deutschösterreichischen Staatsrat bzw. die Staatsregierung Renner I)

## k.u. Ministerpräsidenten der Länder der ungarischen Krone (Transleithanien)
- Gyula Andrássy: 1867 bis 1871
- Menyhért Lónyay: 1871 bis 1872
- József Szlávy: 1872 bis 1874
- István Bittó: 1874 bis 1875
- Béla Wenckheim: 1875
- Kálmán Tisza: 1875 bis 1890
- Gyula Szapáry: 1890 bis 1892
- Sándor Wekerle: 1892 bis 1895
- Dezső Bánffy: 1895 bis 1899
- Kálmán Széll: 1899 bis 1903
- Károly Khuen-Héderváry: 1903
- István Tisza: 1903 bis 1905
- Géza Fejérváry: 1905 bis 1906
- Sándor Wekerle: 1906 bis 1910
- Károly Khuen-Héderváry: 1910 bis 1912
- László Lukács: 1912 bis 1913
- István Tisza: 1913 bis 1917
- Móric Esterházy: 1917
- Sándor Wekerle: August 1917 bis Oktober 1918
- János Hadik: Oktober 1918
- Mihály Károlyi: November 1918